# Richard von Krafft-Ebing
Richard Freiherr von Krafft-Ebing, tên đầy đủ là Richard Fridolin Joseph Freiherr Krafft von Festenberg auf Frohnberg, genannt von Ebing (sinh 14 tháng 8 năm 1840 ở Mannheim và qua đời ngày 22 tháng 12 năm 1902 tại Graz) là một bác sĩ tâm thần quân đội Áo-Hung, tác giả của một nghiên cứu của perversions tình dục có tiêu đề Psychopathia Sexualis, xuất bản năm 1886, trong đó phổ biến thuật ngữ sadism và khổ dâm, kể từ khi thông qua thành ngôn ngữ hàng ngày, đề cập đến các công trình tương ứng của Leopold von Sacher-Masoch và Marquis de Sade.